# Postcheque
De Postcheque was de Belgische versie van de postgiro-diensten die in het begin van de twintigste eeuw in veel landen opgericht werden. De huidige bpost bank is er de opvolger van.

## Oprichting en benamingen

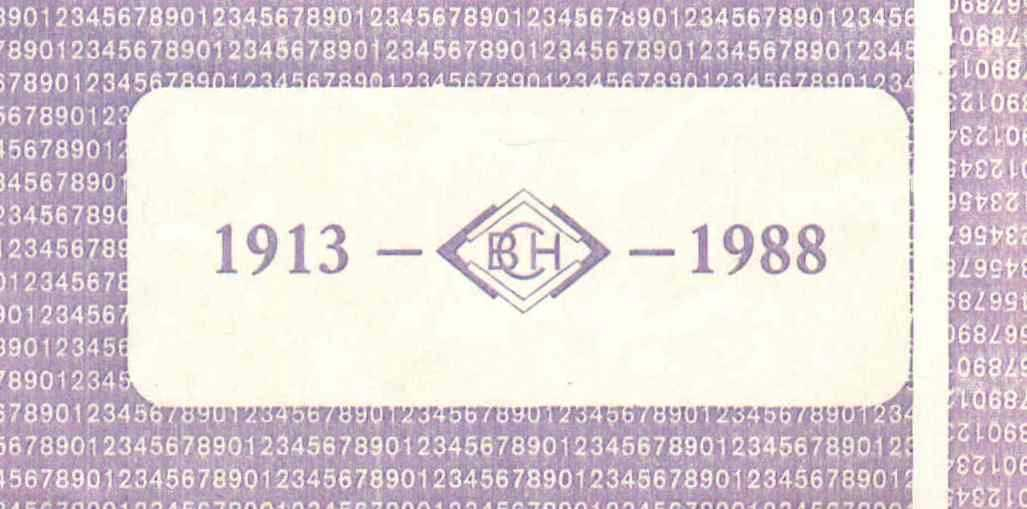
Logo van de Postcheque in 1988, gedrukt op de binnenkant van vensterenvelop

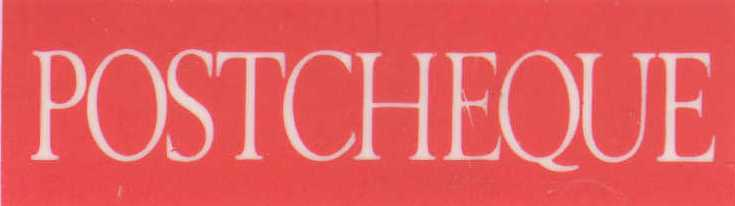
Logo van de Postcheque tijdens de jaren 1990

De instelling werd opgericht bij de wet van 28 december 1912 (de begrotingswet voor het jaar 1913, waarin alleen de oprichting van een postdienst der lopende rekeningen, checks en overdrachten vermeld wordt) en het koninklijk besluit van 23 februari 1913. De benamingen varieerden. Vanaf 1913 werd Dienst der Postcheques en Overschrijvingen gebruikt. Na de Tweede Wereldoorlog was Bestuur der Postchecks (in het Frans Office des Chèques Postaux) gebruikelijk. Rond 1990 werd de naam Postcheque ingevoerd. In financiële kringen had men het over de Financiële Post en werd de afkorting BCH gebruikt.

## Draaischijf van het binnenlands betalingsverkeer
Tot rond 1970 had de Postcheque een bijna-monopolie op het giraal betaalverkeer, iets waarvoor de privébanken nauwelijks belangstelling toonden. De voorkeurbehandeling door de overheid (onder meer de verplichte uitbetaling van ambtenarenwedden op een postrekening) speelde hierbij een belangrijke rol. Het aantal rekeningen steeg tussen 1954 en 1973 van 678.398 tot 1.092.134, het gemiddeld dagtegoed van 27,8 tot 100,7 miljoen frank en het aantal overschrijvingen van 0,9 tot 3,8 miljoen. De opvolger, Bank van de Post, had in 2002 1,2 miljoen rekeningen.
Bij de invoering van het eenvormig bankrekeningnummer in 1971 werd aan de Postcheque logischerwijze het cijfer 000 als identificatiecode toegewezen. De toen ingevoerde nummerstructuur bestaat nog steeds, maar het nummer wordt nu voorafgegaan door vier tekens van de IBAN-code. Tijdens de privatiseringsoperatie kregen de overheidsinstellingen eerst een eigen nummerreeks (000-200xxxx-cd) en later ook een eigen bankcode (679-200xxxx-cd).

## Voorloper op technisch vlak

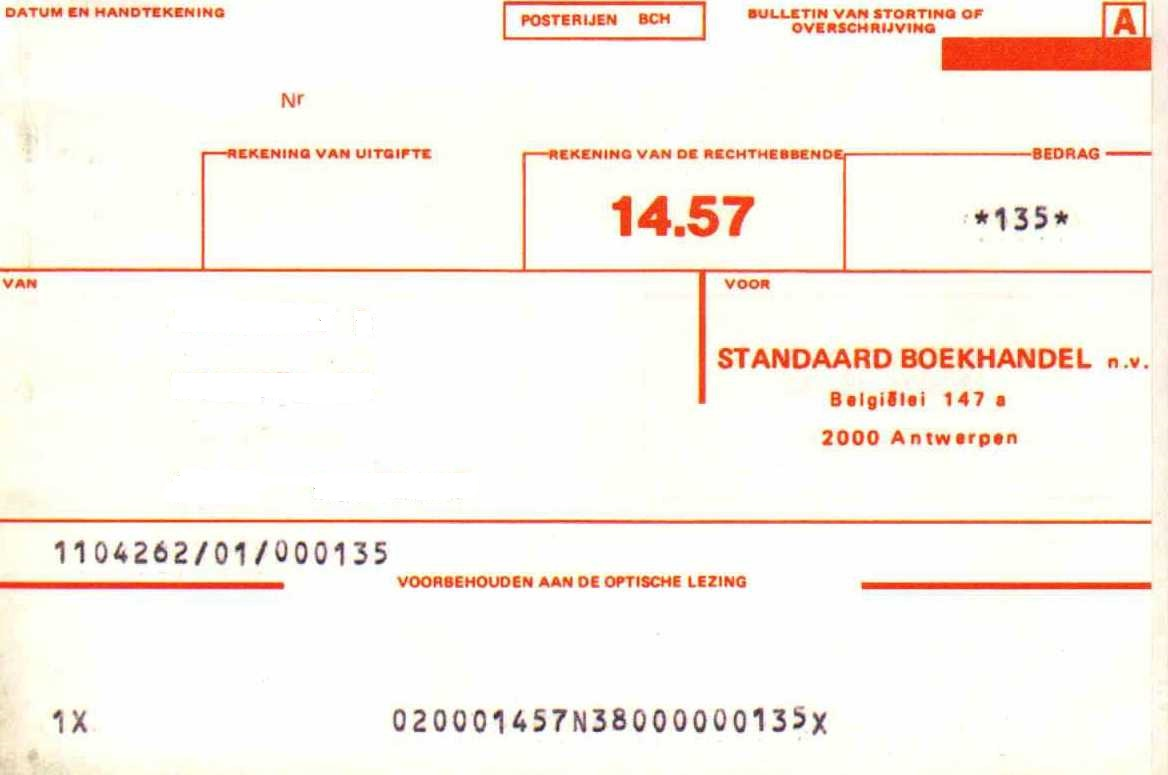
Overschrijvingsformulier van de Postcheque, geschikt voor optische lezing (1972)

In de jaren 1950 werden voor betalingen ten gunste van de grote klanten (overheidsdiensten, nutsbedrijven...) ponskaarten als overschrijvingsformulier gebruikt. In de jaren 1970 werden de ponskaarten vervangen door optisch leesbare formulieren. Deze formulieren werden later, met enkele kleine wijzigingen, door de volledige Belgische financiële sector overgenomen.
Daarna verloor de Postcheque echter zijn voorsprong. De dienstverlening bleef achter op wat de banksector kon aanbieden. De ASLK die voor haar spaarboekjes het netwerk van de Post gebruikte, begon een eigen kantorennet uit te bouwen dat rechtstreeks met de Postcheque concurreerde. Pogingen om via informatisering de achterstand in te halen hadden slechts een beperkt succes.

## Oneerlijke concurrentie met de privé-banken
Het grote concurrentievoordeel van de Postcheque was dat de aangeboden zichtrekening weliswaar beperkte mogelijkheden had, maar volledig gratis was. Dit was indertijd een bewuste keuze van de overheid geweest. Het geld op de postrekeningen bracht geen rente op voor de rekeninghouders, maar werd ter beschikking van de overheid gesteld, die hierdoor zelf minder leningen moest afsluiten. De uitgespaarde rente kon gebruikt worden om de werking van de Postcheque te subsidiëren. De berekening van het uiteindelijke voordeel of nadeel voor de staat is een ingewikkelde zaak die van veel factoren afhangt, onder meer het variabele renteniveau.
Hiertegen en tegen andere voorrechten van de Postcheque protesteerde de banksector jarenlang en de Belgische Vereniging van Banken wijdde er een publicatie aan.

## Privatisering
De Postcheque was een afdeling van de Regie der Posterijen, die op haar beurt onderdeel was van het Ministerie van Verkeerswezen. De wet van 21 maart 1991 betreffende de hervorming van sommige economische overheidsbedrijven (en de latere wijzigingen) gaven aan de Post en dus ook aan de Postcheque een grotere autonomie. 
Zoals in veel andere landen, werd in de jaren 1990 ook in België beslist de financiële instellingen van de overheid te privatiseren. Voor de Postcheque gebeurde dit in meerdere stappen. Eerst werden private instellingen gepolst om financiële producten ter beschikking te stellen die het aanbod van de Postcheque konden vergroten. Uiteindelijk viel de keuze op de Generale Bank. In 1995 werd de Bank van de Post opgericht, een gemeenschappelijk filiaal van de Post en de Generale Bank. Oorspronkelijk was het de bedoeling dat dit filiaal geen echte eigen activiteit zou hebben, maar enkel als bemiddelaar zou fungeren voor het ter beschikking stellen van producten die de Postcheque zelf niet had. Op 1 april 1998 verhuisden de cliënten van de Postcheque toch naar de Bank van De Post (nu bpost bank genoemd), wat het feitelijk einde van de Postcheque betekende.

## Het gebouw in de Leuvenseweg en de IJzerenkruisstraat

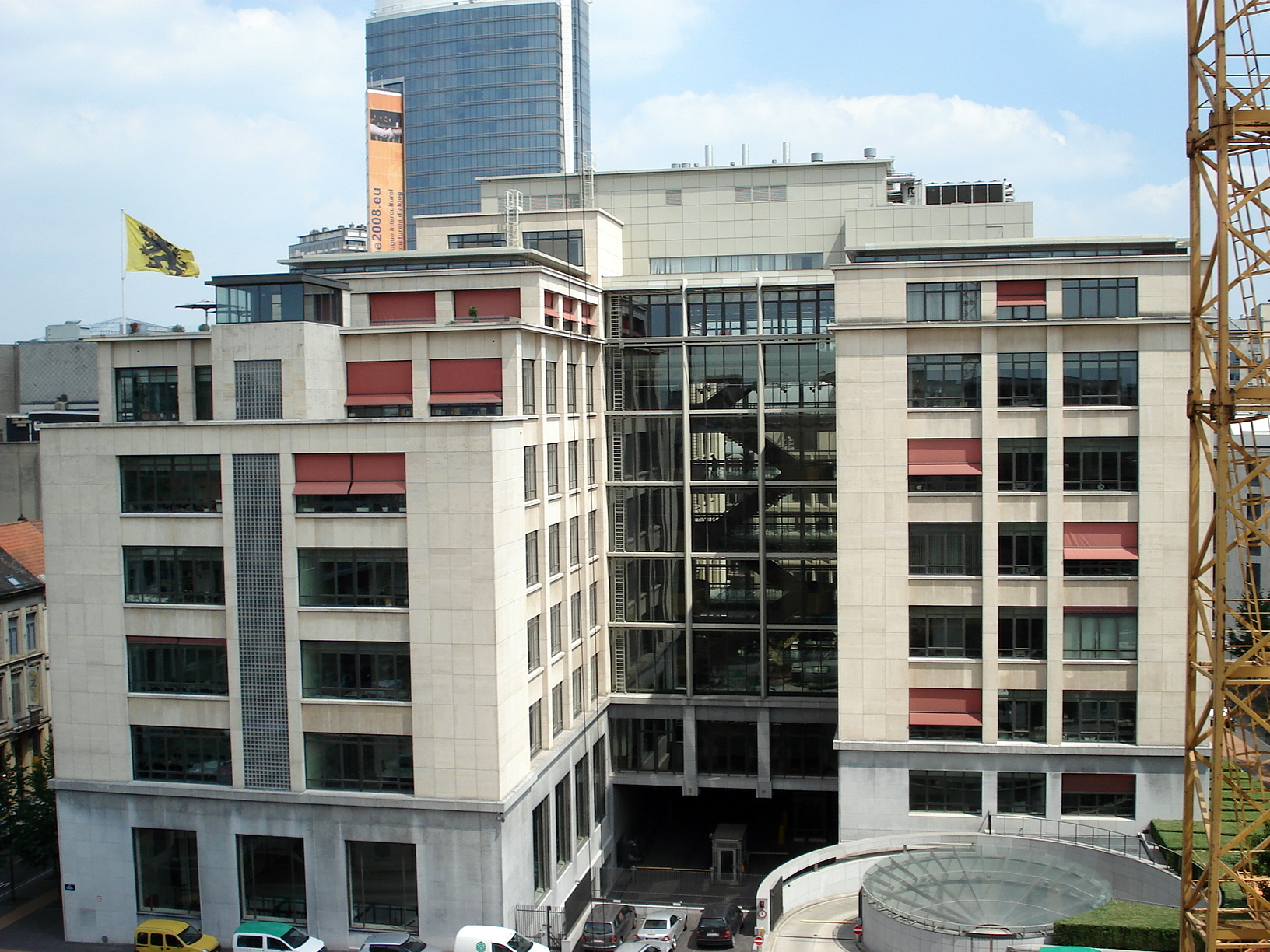
Het Postchequegebouw in 2008

Tussen 1937 en 1946 werd tussen de IJzerenkruisstraat en de Leuvenseweg te Brussel een nieuw kantoorgebouw voor de Postcheque opgericht naar een ontwerp van Victor Bourgeois. Na meer dan 40 jaar gebruik was het gebouw uitgeleefd en verhuisde de Postcheque naar moderne kantoren in het World Trade Center. Het Postchequegebouw werd in 1991 aangekocht door het Vlaams Parlement en verbouwd tot Huis van de Vlaamse Volksvertegenwoordigers. De lokettenzaal op het gelijkvloers herinnert er nog aan het Postcheque-tijdperk.